# Cerianthula polybotrucnidiata
Espèce
Cerianthula polybotrucnidiata est une espèce de cnidaires de la famille des Botrucnidiferidae.

## Systématique
Le nom valide complet (avec auteur) de ce taxon est Cerianthula polybotrucnidiata Leloup, 1964.